# National Rugby League 2009
La National Rugby League de 2009 fue la 102.ª edición del torneo de rugby league más importante de Australia y Nueva Zelanda.
El campeón del torneo fue el equipo australiano Melbourne Storm, equipo que posteriormente aceptó que había superado el tope salarial impuesto a los clubes de la National Rugby League, por lo que le fue revocado el título así como las ligas locales de 2007 y el World Club Challenge 2010.

## Formato
Los clubes se enfrentaron en una fase regular de todos contra todos, los ocho equipos mejor ubicados al terminar esta fase clasificaron a la postemporada.
Se otorgaron 2 puntos por el triunfo, 1 por el empate y ninguno por la derrota.

## Desarrollo

### Tabla de posiciones
| Pos. | Equipo                        | Encuentros | Encuentros | Encuentros | Encuentros | Tantos | Tantos | Tantos | Puntos |
| Pos. | Equipo                        | PJ         | PG         | PE         | PP         | F      | C      | Dif    | Puntos |
| ---- | ----------------------------- | ---------- | ---------- | ---------- | ---------- | ------ | ------ | ------ | ------ |
| 1    | St. George Illawarra Dragons  | 24         | 17         | 0          | 7          | 548    | 329    | +219   | 38     |
| 2    | Canterbury-Bankstown Bulldogs | 24         | 18         | 0          | 6          | 575    | 428    | +147   | 38     |
| 3    | Gold Coast Titans             | 24         | 16         | 0          | 8          | 514    | 467    | +47    | 36     |
| 4    | Melbourne Storm               | 24         | 14         | 1          | 9          | 505    | 348    | +157   | 33     |
| 5    | Manly-Warringah Sea Eagles    | 24         | 14         | 0          | 10         | 549    | 459    | +90    | 32     |
| 6    | Brisbane Broncos              | 24         | 14         | 0          | 10         | 511    | 566    | −55    | 32     |
| 7    | Newcastle Knights             | 24         | 13         | 0          | 11         | 508    | 491    | +17    | 30     |
| 8    | Parramatta Eels               | 24         | 12         | 1          | 11         | 476    | 473    | +3     | 29     |
| 9    | Wests Tigers                  | 24         | 12         | 0          | 12         | 558    | 483    | +75    | 28     |
| 10   | South Sydney Rabbitohs        | 24         | 11         | 1          | 12         | 566    | 549    | +17    | 27     |
| 11   | Penrith Panthers              | 24         | 11         | 1          | 12         | 515    | 589    | −74    | 27     |
| 12   | North Queensland Cowboys      | 24         | 11         | 0          | 13         | 558    | 474    | +84    | 26     |
| 13   | Canberra Raiders              | 24         | 9          | 0          | 15         | 489    | 520    | −31    | 22     |
| 14   | New Zealand Warriors          | 24         | 7          | 2          | 15         | 377    | 565    | −188   | 20     |
| 15   | Cronulla-Sutherland Sharks    | 24         | 5          | 0          | 19         | 359    | 568    | −209   | 14     |
| 16   | Sydney Roosters               | 24         | 5          | 0          | 19         | 382    | 681    | −299   | 14     |

|  | Postemporada. |

### Postemporada

#### Finales de clasificación
| 11 de septiembre | Melbourne Storm | 40 - 12 | Manly-Warringah Sea Eagles |  |  |

| 12 de septiembre | Gold Coast Titans | 32 - 40 | Brisbane Broncos |  |  |

| 12 de septiembre | Canterbury-Bankstown Bulldogs | 26 - 12 | Newcastle Knights |  |  |

| 13 de septiembre | St. George Illawarra Dragons | 12 - 25 | Parramatta Eels |  |  |

#### Semifinal
| 18 de septiembre | Parramatta Eels | 27 - 2 | Gold Coast Titans |  |  |

| 19 de septiembre | Brisbane Broncos | 24 - 10 | St. George Illawarra Dragons |  |  |

#### Finales premilinares
| 25 de septiembre | Canterbury-Bankstown Bulldogs | 12 - 22 | Parramatta Eels |  |  |

| 26 de septiembre | Melbourne Storm | 40 - 10 | Brisbane Broncos |  |  |

#### Final
| 4 de octubre | Melbourne Storm | 23 - 16 | Parramatta Eels | ANZ Stadium, Sídney             |  |
|              |                 |         |                 | Asistencia: 82.538 espectadores |  |